# Liste der Baudenkmäler in Bayerisch Eisenstein

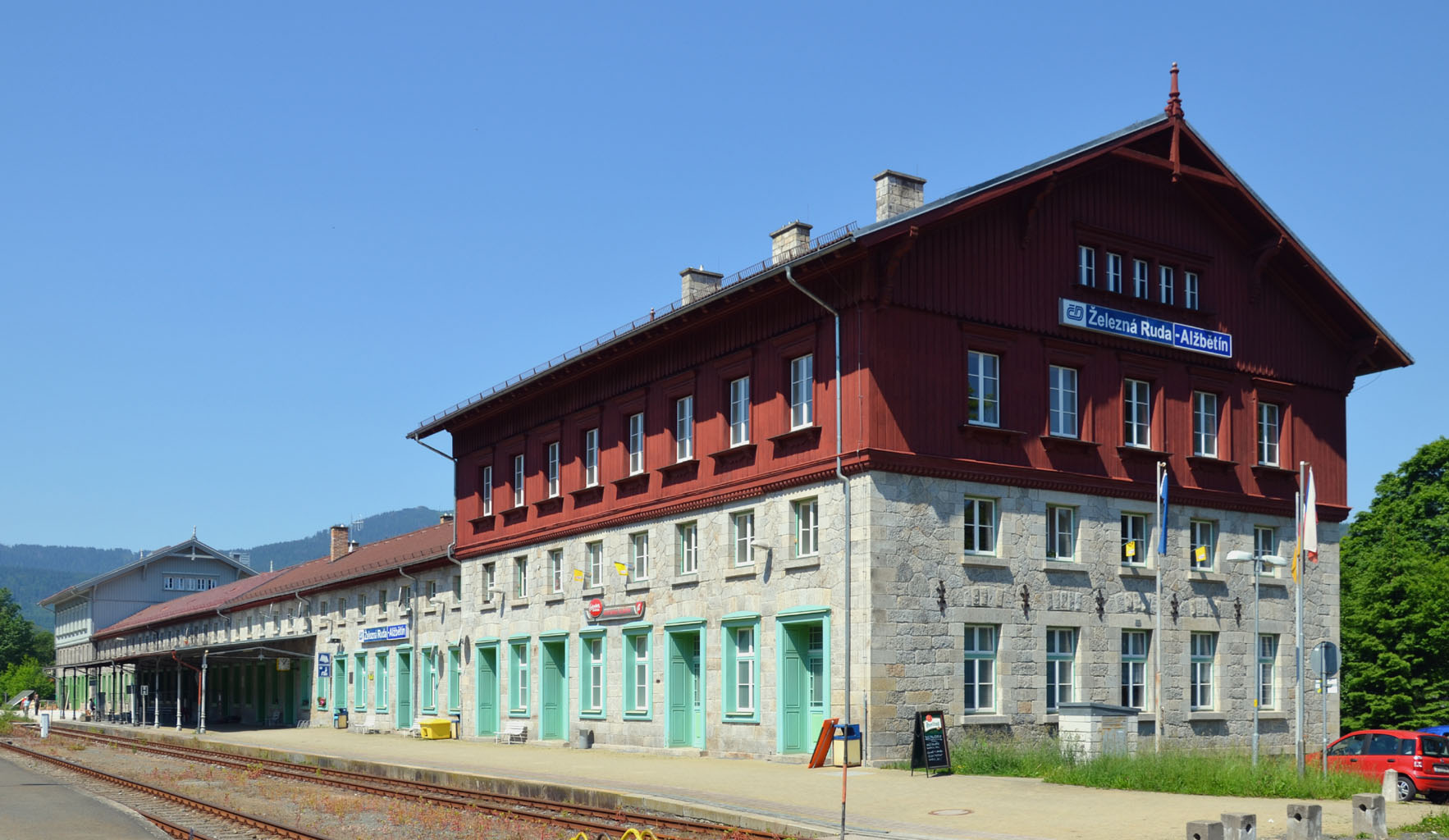
Deutsch-tschechischer Grenzbahnhof Bayerisch Eisenstein / Železná Ruda-Alžbětín

Auf dieser Seite sind die Baudenkmäler in der niederbayerischen Gemeinde Bayerisch Eisenstein zusammengestellt. Diese Tabelle ist eine Teilliste der Liste der Baudenkmäler in Bayern. Grundlage ist die Bayerische Denkmalliste, die auf Basis des Bayerischen Denkmalschutzgesetzes vom 1. Oktober 1973 erstmals erstellt wurde und seither durch das Bayerische Landesamt für Denkmalpflege geführt wird. Die folgenden Angaben ersetzen nicht die rechtsverbindliche Auskunft der Denkmalschutzbehörde.

## Baudenkmäler nach Ortsteilen

### Bayerisch Eisenstein
| Lage                                                                      | Objekt                                                     | Beschreibung | Akten-Nr.                        | Bild                                                |
| ------------------------------------------------------------------------- | ---------------------------------------------------------- | --- | -------------------------------- | --------------------------------------------------- |
| Bahnhofstraße 20 (Standort)                                               | Katholische Pfarrkirche St. Johannes von Nepomuk           | Wandpfeilerkirche mit Steildach, Querhaus und eingezogenem, halbrund geschlossenem Chor, über dreischiffiger, kürzerer Unterkirche mit Lourdesgrotte, Flankenturm mit Glockenhaube, 1908/09 von Hans Schurr; mit Ausstattung.                                                       | D-2-76-115-1 Wikidata            | weitere Bilder                                      |
| Bahnhofstraße 18 (Standort)                                               | Pfarrhaus                                                  | Zweigeschossiger Pyramidendachbau mit übergiebeltem Seitenrisalit und Zwerchgiebel, durch Bogengang mit der Kirche verbunden, gleichzeitig. | D-2-76-115-1 zugehörig Wikidata  | Pfarrhaus                                           |
| Bahnhofstraße 20 (Standort)                                               | Kriegerdenkmal für die Gefallenen beider Weltkriege        | Stele mit Haube auf Stufenpostament, 1920er Jahre, später mit Gefallenennamen des Zweiten Weltkriegs ergänzt. | D-2-76-115-1 zugehörig Wikidata  | Kriegerdenkmal für die Gefallenen beider Weltkriege |
| Bahnhofstraße 34/36/38/44/54, Güterhallenstraße 2 (Standort)              | Grenzbahnhof Bayerisch Eisenstein                          | Gemeinschaftsprojekt von Bayern und Österreich (Empfangsgebäude, nordöstliche Hälfte auf Staatsgebiet von Tschechien), Bestandteil der 1877 eröffneten „Waldbahn“ von Plattling nach Bayerisch Eisenstein bei Kilometer 134,0–5, Gebäude aus Polygonalmauerwerk mit Eckquaderungen. | D-2-76-115-2                     | weitere Bilder                                      |
| Bahnhofstraße 54 (Standort)                                               | Empfangsgebäude                                            | Dreiflügelanlage, Südwestpavillon, dreigeschossiger Flachsatteldachbau mit übergiebeltem Mittelrisalit, zweigeschossiger Mittelbau mit Flachsattel- und Pultdach, mit Eingangshalle.                                                                                                | D-2-76-115-2 zugehörig           | weitere Bilder                                      |
| Bahnhofstraße 34/36/38 (Standort)                                         | Beamtenwohnhäuser                                          | Dreigeschossige Walmdachbauten mit Sohlbankgesimsen. | D-2-76-115-2 zugehörig           | weitere Bilder                                      |
| Bahnhofstraße 44 (Standort)                                               | Ehemalige Lokomotiv- und Wagenhalle, jetzt Eisenbahnmuseum | Eingeschossiger Flachsatteldachbau, halbkreisförmiger Mittelteil mit Flügeln nach Südwesten und Nordosten. | D-2-76-115-2 zugehörig           | weitere Bilder                                      |
| Güterhallenstraße 2 (Standort)                                            | Ehemaliges Weichenwärterhaus                               | Zweigeschossiger Flachsatteldachbau. | D-2-76-115-2 zugehörig           | Ehemaliges Weichenwärterhaus                        |
| Bahnhofstraße 44 (Standort)                                               | Alleestraße                                                | Als Rampenbegrenzung der mit 1/4 Millionen m³ Füllmaterial aufgeschütteten Geländebühne, auf welcher der Bahnhof dem nordwestlich gelegenen Ort gegenübergestellt wurde. | D-2-76-115-2 zugehörig           | Alleestraße                                         |
| Bahnlinie Landshut–Bayerisch Eisenstein, bei Kilometer 132,511 (Standort) | Wegdurchstich                                              | Bestandteil der 1877 eröffneten „Waldbahn“ von Plattling nach Bayerisch Eisenstein. Rundbogenkonstruktion, Quader- und Bruchsteinmauerwerk, zum Teil mit Beton ergänzt. | D-2-76-115-21 Wikidata           | BW                                                  |
| Bahnposten 56, bei Kilometer 132,8 (Standort)                             | Bahnwärterhaus, Bahnposten 56                              | Bestandteil der 1877 eröffneten „Waldbahn“ von Plattling nach Bayerisch Eisenstein. Eingeschossiger Satteldachbau mit Stallanbau nach Westen, Polygonalmauerwerk mit Ziegelgliederungen.                                                                                            | D-2-76-115-22 Wikidata           | BW                                                  |
| Brennesstraße 9; Brennesstraße 11 (Standort)                              | Ehemaliges Glashüttenwohnhaus                              | Eingeschossiger verschindelter Schopfwalmdachbau, Walmdachflügel nach Norden, 1790. | D-2-76-115-16 Wikidata           | weitere Bilder                                      |
| Brennesstraße 11 (Standort)                                               | Stadel                                                     | Halbwalmdachbau, Holzständerwerk mit Verbretterung, im Kern 1790. | D-2-76-115-16 zugehörig Wikidata | Stadel                                              |
| Nähe Brennesstraße (Standort)                                             | Wegkapelle                                                 | Steildachbau, halbrund geschlossen, Dachreiter mit Spitzhelm, zweites Viertel 19. Jahrhundert. | D-2-76-115-4 Wikidata            | Wegkapelle                                          |
| Grüner Weg 7, bei Kilometer 133,4 (Standort)                              | Bahnwärterhaus                                             | Bestandteil der 1877 eröffneten „Waldbahn“ von Plattling nach Bayerisch Eisenstein. Eingeschossiger Satteldachbau mit Stallanbau nach Norden, Polygonalmauerwerk mit Ziegelgliederungen.                                                                                            | D-2-76-115-23 Wikidata           | Bahnwärterhaus                                      |
| Hatzingerhof 17 (Standort)                                                | Hatzinger-Hof, Wohnstallhaus                               | Zweigeschossiger Halbwalmdachbau, Obergeschoss Blockbau mit Verschindelung, erstes Drittel 19. Jahrhundert. | D-2-76-115-8 Wikidata            | weitere Bilder                                      |
| Hatzingerhof 17 (Standort)                                                | Hatzinger-Hof, Stadel                                      | Halbwalmdachbau, Holzständerwerk mit Verbretterung, gleichzeitig. | D-2-76-115-8 zugehörig Wikidata  | Hatzinger-Hof, Stadel                               |
| Hatzingerhof 17 (Standort)                                                | Hatzinger-Hof, Garteneinfriedung                           | Staketenzaun mit Granitpfeilern, gleichzeitig. | D-2-76-115-8 zugehörig Wikidata  | Hatzinger-Hof, Garteneinfriedung                    |
| Hauptstraße 33 (Standort)                                                 | Ehemalige Villa                                            | Zweigeschossiger Schopfwalmdachbau, mit Turm- und Eckerkern, verbretterten Giebeln und Putzgliederungen, Neurenaissance, bezeichnet mit „1900“ (Wetterfahne), um 1915 um eine Achse nach Norden erweitert.                                                                          | D-2-76-115-27 Wikidata           | weitere Bilder                                      |
| Hauptstraße 33 (Standort)                                                 | Gartenpavillon                                             | Oktogonaler Zentralbau mit Zeltdach, Holzständerwerk mit Verbretterung, um 1900. | D-2-76-115-27 zugehörig Wikidata | BW                                                  |
| Hauptstraße 33/33 a (Standort)                                            | Parkeinfriedung                                            | Bruchsteinmauer mit Ziegelpfeilern, um 1900. | D-2-76-115-27 zugehörig Wikidata | Parkeinfriedung                                     |
| Hohenzollernstraße 3 (Standort)                                           | Wohn- und Geschäftshaus                                    | Viergeschossiger Zweiflügelbau mit Schweif- und Zwerchgiebel, einachsiger Mittelerker, neubarock, bezeichnet mit „1903“. | D-2-76-115-3 Wikidata            | Wohn- und Geschäftshaus                             |

### Arberhütte
| Lage                     | Objekt                               | Beschreibung                                                                                                   | Akten-Nr.                        | Bild            |
| ------------------------ | ------------------------------------ | --- | -------------------------------- | --------------- |
| Arberhütte 34 (Standort) | Waldlerhaus                          | Eineinhalbgeschossiger Flachsatteldachbau, Blockbau mit Verbretterung, Anfang 19. Jahrhundert.                 | D-2-76-115-5 Wikidata            | Waldlerhaus     |
| Arberhütte 36 (Standort) | Waldlerhaus eines kleinen Hakenhofes | Eingeschossiger Flachsatteldachbau mit Giebelschrot, Kniestock Blockbau, erste Hälfte 19. Jahrhundert.         | D-2-76-115-6 Wikidata            | weitere Bilder  |
| Arberhütte 36 (Standort) | Stadel                               | Schopfwalmdachbau, Holzständerwerk mit Verbretterung, gleichzeitig.                                            | D-2-76-115-6 zugehörig Wikidata  | Stadel          |
| Arberhütte 38 (Standort) | Kleinbauernhaus                      | Eingeschossiger Flachsatteldachbau mit verschaltem Giebelschrot, Blockbau mit Verschindelung, 19. Jahrhundert. | D-2-76-115-7 Wikidata            | Kleinbauernhaus |
| Arberhütte 40 (Standort) | Herrenhaus der Glashütte             | Zweigeschossiger kubusartiger Walmdachbau, mit Schleppdachanbau nach Süden, 18./19. Jahrhundert.               | D-2-76-115-17 Wikidata           | weitere Bilder  |
| Arberhütte 40 (Standort) | Stadel                               | Halbwalmdachbau, Holzständerwerk, zum Teil ausgemauert, bezeichnet mit „1786“.                                 | D-2-76-115-17 zugehörig Wikidata | Stadel          |

### Regenhütte
| Lage                                                                      | Objekt                                   | Beschreibung | Akten-Nr.              | Bild           |
| ------------------------------------------------------------------------- | ---------------------------------------- | --- | ---------------------- | -------------- |
| Bahnlinie Landshut – Bayerisch Eisenstein, bei Kilometer 126,9 (Standort) | Eisenbahnbrücke über die Große Deffernik | Bestandteil der 1877 eröffneten „Waldbahn“ von Plattling nach Bayerisch Eisenstein. Pfeiler, Quadermauerwerk mit Eckrustika, steinerne Widerlager, darüber hängendes Fachwerk. Teilweise auf dem Gebiet der Gemeinde Lindberg. | D-2-76-130-30 Wikidata | weitere Bilder |
| Bahnposten 52, bei Kilometer 129,0. (Standort)                            | Bahnwärterhaus, Bahnposten 52            | Bestandteil der 1877 eröffneten „Waldbahn“ von Plattling nach Bayerisch Eisenstein. Eingeschossiger Satteldachbau mit Stallanbau nach Westen, Polygonalmauerwerk mit Ziegelgliederungen.                                       | D-2-76-115-18 Wikidata | BW             |
| Dorfstraße 6 (Standort)                                                   | Straßenstein                             | Stele in zylindrischer Form mit Inschriften, Granit, 19. Jahrhundert. | D-2-76-115-11 Wikidata | Straßenstein   |
| Dorfstraße 23 (Standort)                                                  | Wohnhaus                                 | Zweieinhalbgeschossiger Flachsatteldachbau, nördlicher Gebäudeteil verschindelter Blockbau, erste Hälfte 19. Jahrhundert. | D-2-76-115-10 Wikidata | Wohnhaus       |

### Seebachschleife
| Lage                                                                      | Objekt                                                                                         | Beschreibung | Akten-Nr.                        | Bild           |
| ------------------------------------------------------------------------- | ---------------------------------------------------------------------------------------------- | --- | -------------------------------- | -------------- |
| Bahnlinie Landshut–Bayerisch Eisenstein, bei Kilometer 130,441 (Standort) | Wegdurchstich                                                                                  | Bestandteil der 1877 eröffneten „Waldbahn“ von Plattling nach Bayerisch Eisenstein. Rundbogenkonstruktion, Quader- und Bruchsteinmauerwerk, später durch geböschte Betonmauern verstärkt. | D-2-76-115-19 Wikidata           | weitere Bilder |
| Bahnposten 54, bei Kilometer 130,6 (Standort)                             | Bahnwärterhaus, Bahnposten 54                                                                  | Bestandteil der 1877 eröffneten „Waldbahn“ von Plattling nach Bayerisch Eisenstein. Eingeschossiger Satteldachbau mit Stallanbau nach Osten, Polygonalmauerwerk mit Ziegelgliederungen.   | D-2-76-115-20 Wikidata           | weitere Bilder |
| Seebachschleife 7 (Standort)                                              | Ehemalige Glasschleife mit Bedienstetenwohnhäusern, Schleifengebäude                           | Zweigeschossiger Halbwalmdachbau, Bruchstein- und Ziegelmauerwerk, 1892. | D-2-76-115-12 Wikidata           | weitere Bilder |
| Seebachschleife 5 (Standort)                                              | Ehemalige Glasschleife mit Bedienstetenwohnhäusern, ehemaliges Werkmeisterwohnhaus mit Kantine | Eingeschossiger Schopfwalmdachbau, Blockbau, Dachreiter mit Zwiebelhaube, Ende 19. Jahrhundert.                                                                                           | D-2-76-115-12 zugehörig Wikidata | weitere Bilder |
| Seebachschleife 1 (Standort)                                              | Ehemalige Glasschleife mit Bedienstetenwohnhäusern, Schleiferwohnhaus                          | Eingeschossiger Halbwalmdachbau, Blockbau, Ende 19. Jahrhundert, später mit Platten verkleidet.                                                                                           | D-2-76-115-12 zugehörig Wikidata | weitere Bilder |
| Seebachschleife 9 (Standort)                                              | Ehemalige Glasschleife mit Bedienstetenwohnhäusern, ehemaliges Spiegellagerhaus mit Wohnungen  | Eingeschossiger Schopfwalmdachbau mit Zwerchhäusern, Oberteil Blockbau, Ende 19. Jahrhundert.                                                                                             | D-2-76-115-12 zugehörig Wikidata | weitere Bilder |

## Ehemalige Baudenkmäler
In diesem Abschnitt sind Objekte aufgeführt, die früher einmal in der Denkmalliste eingetragen waren, jetzt aber nicht mehr. Objekte, die in anderem Zusammenhang also z. B. als Teil eines Baudenkmals weiter eingetragen sind, sollen hier nicht aufgeführt werden. Aktennummern in diesem Abschnitt sind ehemalige, jetzt nicht mehr gültige Aktennummern.

| Lage                     | Objekt                                                                    | Beschreibung          | Akten-Nr.             | Bild                                                                      |
| ------------------------ | ------------------------------------------------------------------------- | --------------------- | --------------------- | ------------------------------------------------------------------------- |
| Dorfstraße 36 (Standort) | Stattliches massives Flachdachhaus mit zwei Rundbogentüren und Holzgiebel | Noch 18. Jahrhundert. | D-2-76-115-9 Wikidata | Stattliches massives Flachdachhaus mit zwei Rundbogentüren und Holzgiebel |